# Juli Mee Teungoh
Juli Mee Teungoh is een bestuurslaag in het regentschap Bireuen van de provincie Atjeh, Indonesië. Juli Mee Teungoh telt 904 inwoners (volkstelling 2010).